# Mark Esper
Mark Thomas Esper (ur. 26 kwietnia 1964 w Uniontown) – amerykański lobbysta i polityk Partii Republikańskiej, emerytowany oficer United States Army w stopniu podpułkownika. Sekretarz obrony Stanów Zjednoczonych od 23 lipca 2019 do 9 listopada 2020.

## Życiorys
Mark Thomas Esper urodził się 26 kwietnia 1964 w Uniontown w Pensylwanii. W 1986 uzyskał tytuł Bachelor of Science z inżynierii na Akademii Wojskowej Stanów Zjednoczonych w West Point, po czym wstąpił do United States Army. Brał udział w I wojnie w Zatoce Perskiej. Następnie służył w Europie (Vicenza). Czynną służbę zakończył w 1996, następnie do 2007 służył w Gwardii Narodowej i w rezerwie United States Army. Doszedł do stopnia podpułkownika.
W 1995 uzyskał tytuł Master of Public Administration na Uniwersytecie Harvarda, a w 2008 doktorat z nauk politycznych na Uniwersytecie George'a Washingtona.
W latach 1996–1998 był szefem sztabu konserwatywnego think tanku The Heritage Foundation. W latach 1998–2002 pełnił w Kongresie szereg funkcji związanych m.in. z obronnością; był m.in. doradcą senatora Chucka Hagela, a także pracował dla senackich komisji spraw zagranicznych i spraw rządowych oraz komisji sił zbrojnych Izby Reprezentantów.
W latach 2002–2004 był zastępcą asystenta sekretarza obrony do spraw polityki negocjacyjnej w administracji prezydenta George'a W. Busha. W latach 2004–2006 był dyrektorem do spraw bezpieczeństwa narodowego w biurze lidera większości w Senacie Billa Frista.
W latach 2006–2007 był wiceprzewodniczącym Aerospacial Industries Association. W latach 2007–2008 pracował przy kampanii wyborczej republikańskiego kandydata na prezydenta Freda Thompsona jako dyrektor do spraw polityki krajowej. W latach 2008–2010 pracował w Izbie Handlowej Stanów Zjednoczonych, a następnie do 2017 w przedsiębiorstwie Raytheon.
Od 20 listopada 2017 do 24 czerwca 2019 i ponownie od 15 do 23 lipca 2019 pełnił funkcję sekretarza armii. 18 czerwca 2019 prezydent Donald Trump powierzył Esperowi pełnienie obowiązków sekretarza obrony w miejsce Patricka Shanahana (który został p.o. sekretarza 1 stycznia, wskutek rezygnacji Jamesa Mattisa 20 grudnia 2018). Esper objął obowiązki 24 czerwca i pełnił je do 15 lipca, zastąpiony przez sekretarza marynarki Richarda V. Spencera. 21 czerwca prezydent mianował Espera na stanowisko sekretarza obrony, a 23 lipca nominacja została zatwierdzona przez Senat stosunkiem głosów 90:8 i tego samego dnia Esper oficjalnie został 27. sekretarzem obrony. Został odwołany z tego stanowiska przez prezydenta Donalda Trumpa 9 listopada 2020.

## Rodzina
W 1989 poślubił Leah Lacy. Para ma trójkę dorosłych dzieci: Luke'a, Johna i Kate.

## Odznaczenia
- Legia Zasługi[12][13]
- Brązowa Gwiazda[12][13]
- Medal Służby w Azji Południowo-Zachodniej[13]
- Medal Departamentu Obrony za Wybitną Służbę Publiczną[12][13]
- Combat Infantryman Badge[12][13]
- Medal Wyzwolenia Kuwejtu (Kuwejt)[12][13]
- Medal Wyzwolenia Kuwejtu (Arabia Saudyjska)[12]
- Krzyż Komandorski Orderu „Za Zasługi dla Litwy” (Litwa, 2022)[14][15]
- Order of the Resplendent Banner z Wielkim Łańcuchem (Republika Chińska, 2023)[16]